# Martin Malvy
Martin Malvy (ur. 24 lutego 1936 w Paryżu) – francuski polityk, dziennikarz i samorządowiec, parlamentarzysta, w latach 1992–1993 minister budżetu, od 1998 do 2015 prezydent regionu Midi-Pireneje.

## Życiorys
Z wykształcenia prawnik, studia ukończył na Uniwersytecie w Tuluzie. W latach 1960–1977 pracował jako dziennikarz w regionalnych dziennikach „Sud Ouest”, „La Nouvelle République du Centre-Ouest” i „La Dépêche du Midi”. Zaangażował się w działalność polityczną w ramach Partii Socjalistycznej. W latach 1977–2001 był merem Figeac, następnie został zastępcą mera tej miejscowości. W latach 1970–2001 zasiadał w radzie departamentu Lot, od 1972 pełniąc funkcję jej wiceprzewodniczącego i pierwszego wiceprzewodniczącego.
W 1978 z ramienia socjalistów został po raz pierwszy wybrany do Zgromadzenia Narodowego. Z powodzeniem ubiegał się o reelekcję w wyborach w 1981, 1986, 1988, 1993 i 1997. Był sekretarzem stanu do spraw energii (1984–1986) oraz do spraw kontaktów z parlamentem (1992), zajmując w tym drugim przypadku jednocześnie stanowisko rzecznika prasowego rządu. Od października 1992 do marca 1993 sprawował urząd ministra budżetu w gabinecie, którym kierował Pierre Bérégovoy. W latach 1993–1995 przewodniczył frakcji poselskiej Partii Socjalistycznej.
W 1998 został wybrany na radnego regionu i prezydenta (przewodniczącego rady regionalnej) regionu Midi-Pireneje. Pozostał na tej funkcji również po wyborach w 2004 i 2010, pełniąc ją do 2015. W 2005 został członkiem Komitetu Regionów.
Odznaczony Legią Honorową klasy V (2000) i IV (2013).